# Shadows Collide with People
Albums de John Frusciante
To Record Only Water for Ten Days
(2001) The Will to Death
(2004)
Shadows Collide With People est le titre du quatrième album de John Frusciante, sorti le 24 février 2004 chez Warner Bros. Il fut écrit principalement durant la période d'enregistrement de By the Way des Red Hot Chili Peppers, groupe au sein duquel il officie comme guitariste. Il marque le début d'une série de six albums, écrits et publiés entre février 2004 et février 2005 : 4 en solo, 1 en collaboration avec Josh Klinghoffer et 1 avec le groupe Ataxia (voir Discographie de John Frusciante).

## Informations sur l'album
Cet album marque un tournant dans la carrière du guitariste; la production est plus soignée que sur ses précédents albums et l'expérimentation laisse la place à la mélodie. Le coût de production de l'album s'élève à environ 150 000 dollars d'après l'artiste, habitué jusqu'alors à réaliser ses albums sur des enregistreurs multipistes.
Pour cet album, Frusciante a pu compter sur la participation de plusieurs de ses amis, notamment Flea, qui joue de la basse sur The Slaughter, Josh Klinghoffer, qui a coécrit Omission et –00Ghost27, Chad Smith, qui joue de la batterie sur tous les titres de l'album ou encore Omar Rodríguez-López, qui joue de la slide guitar sur Chances et 23 Go in to End.
Lors de sa sortie en format vinyle, différentes phrases sont écrites sur les faces, révélant alors des paroles de son prochain album The Will To Death : "One step away" sur la face A, issue de la chanson The Will to Death ; "There's riddles in the shadows" sur la face B et '"What they least suspect is coming next" sur la face D, issues de la chanson The Days Have Turned ; "A hint of sadness" sur la face C, issue de la chanson Loss.

## Versions alternatives de l'album
Sachant qu'une grande partie de ses fans aiment l'aspect inachevé et brut de ses œuvres précédentes, John Frusciante a enregistré une version acoustique et non masterisée de Shadows Collide With People. Elle était disponible en libre téléchargement sur son site internet, qui s'est depuis transformé en blog. Les pistes restent disponibles malgré cela sur certains sites consacrés à l'artiste.

## Titres de l'album
Toutes les chansons sont écrites et composées par John Frusciante, sauf mention..
| 1.    | Carvel                                           | 6:15 |
| 2.    | Omission                                         | 4:33 |
| 3.    | Regret                                           | 2:58 |
| 4.    | Ricky                                            | 3:59 |
| 5.    | Second Walk                                      | 1:42 |
| 6.    | Every Person                                     | 2:38 |
| 7.    | -00Ghost27                                       | 3:50 |
| 8.    | Wednesday's Song                                 | 3:31 |
| 9.    | This Cold                                        | 2:00 |
| 10.   | Failure33Object                                  | 2:56 |
| 11.   | Song to Sing When I'm Lonely                     | 3:16 |
| 12.   | Time Goes Back                                   | 3:23 |
| 13.   | In Relief                                        | 3:36 |
| 14.   | Water                                            | 4:06 |
| 15.   | Of Before (Bonus track sur la version japonaise) | 3:17 |
| 16.   | Cut-Out                                          | 3:34 |
| 17.   | Chances                                          | 1:49 |
| 18.   | 23 go in to End                                  | 6:42 |
| 19.   | The Slaughter                                    | 3:53 |
| 62:23 |                                                  |      |

| Version acoustique | Version acoustique           | Version acoustique | Version acoustique | Version acoustique | Version acoustique | Version acoustique | Version acoustique | Version acoustique | Version acoustique |
| No                 | Titre                        | Durée              |                    |                    |                    |                    |                    |                    |                    |
| ------------------ | ---------------------------- | ------------------ | ------------------ | ------------------ | ------------------ | ------------------ | ------------------ | ------------------ | ------------------ |
| 1.                 | Carvel                       | 4:17               |                    |                    |                    |                    |                    |                    |                    |
| 2.                 | Omission                     | 4:36               |                    |                    |                    |                    |                    |                    |                    |
| 3.                 | Regret                       | 2:50               |                    |                    |                    |                    |                    |                    |                    |
| 4.                 | Ricky                        | 3:44               |                    |                    |                    |                    |                    |                    |                    |
| 5.                 | Second Walk                  | 1:41               |                    |                    |                    |                    |                    |                    |                    |
| 6.                 | Every Person                 | 1:53               |                    |                    |                    |                    |                    |                    |                    |
| 7.                 | Wednesday's Song             | 3:48               |                    |                    |                    |                    |                    |                    |                    |
| 8.                 | This Cold                    | 1:30               |                    |                    |                    |                    |                    |                    |                    |
| 9.                 | Song to Sing When I'm Lonely | 3:18               |                    |                    |                    |                    |                    |                    |                    |
| 10.                | Time Goes Back               | 3:23               |                    |                    |                    |                    |                    |                    |                    |
| 11.                | In Relief                    | 3:27               |                    |                    |                    |                    |                    |                    |                    |
| 12.                | Water                        | 3:07               |                    |                    |                    |                    |                    |                    |                    |
| 13.                | Cut-Out                      | 3:32               |                    |                    |                    |                    |                    |                    |                    |
| 14.                | Chances                      | 1:53               |                    |                    |                    |                    |                    |                    |                    |
| 15.                | The Slaughter                | 3:56               |                    |                    |                    |                    |                    |                    |                    |
| 43:35              |                              |                    |                    |                    |                    |                    |                    |                    |                    |

| Version démo | Version démo                                  | Version démo | Version démo | Version démo | Version démo | Version démo | Version démo | Version démo | Version démo |
| No           | Titre                                         | Durée        |              |              |              |              |              |              |              |
| ------------ | --------------------------------------------- | ------------ | ------------ | ------------ | ------------ | ------------ | ------------ | ------------ | ------------ |
| 1.           | Omission                                      | 3:31         |              |              |              |              |              |              |              |
| 2.           | The Slaughter                                 | 4:04         |              |              |              |              |              |              |              |
| 3.           | Ricky                                         | 3:51         |              |              |              |              |              |              |              |
| 4.           | Cut-Out                                       | 3:26         |              |              |              |              |              |              |              |
| 5.           | In Relief                                     | 2:28         |              |              |              |              |              |              |              |
| 6.           | Every Person                                  | 2:04         |              |              |              |              |              |              |              |
| 7.           | Time Goes Back                                | 3:26         |              |              |              |              |              |              |              |
| 8.           | I Regret My Past (Titre original de "Regret") | 3:01         |              |              |              |              |              |              |              |
| 9.           | Carvel                                        | 4:15         |              |              |              |              |              |              |              |
| 29:26        |                                               |              |              |              |              |              |              |              |              |

## Personnel
| - John Frusciante – chant et chœurs, guitares acoustique et électrique, synthétiseurs, basse, piano, Mellotron, production, direction artistique - Josh Klinghoffer – chant (sur "Omission"), chœurs, basse, guitare électrique, synthétiseurs, claviers, piano, Mellotron, synare, vocoder, percussion, timpani - Chad Smith – batterie, percussion - Flea – basse (sur "The Slaughter") - Omar Rodríguez-López – slide guitar (sur "Chances" et "23 Go in to end") - Greg Kurstin – piano wurlitzer (sur "Of Before") - Charlie Clouser – programmation (sur "Regret" et "Chances") | Production - Jim Scott – ingénieur du son, mixage - Ryan Hewitt – ingénieur du son - Dave Lee – technicien - Ethan Mates – ingénieur du son - Chris Holmes – assistant - Chris Ohno – assistant - Joe Mankin – assistant - Alex Marshall – assistant - Daniel Carlotta Jones – assistant - Serena Deakin – assistant - Bernie Grundman – mastering - Rene Ricard – cover painting - Vincent Gallo – photographie - Richard Scane Goodheart – design |

## Classements
| Classements(2004) | Meilleure position |
| ----------------- | ------------------ |
| Belgique          | 80                 |
| Finlande          | 28                 |
| France            | 127                |
| Irelande          | 44                 |
| Pays-Bas          | 83                 |
| Suisse            | 51                 |
| Royaume-Uni       | 53                 |